# Imbricaria bicolor
Imbricaria bicolor is een slakkensoort uit de familie van de Mitridae. De wetenschappelijke naam van de soort is voor het eerst geldig gepubliceerd in 1824 door Swainson.